# Пи пупиди
Пи пупиди (π-Пупиди) су млад, варијабилан метеорски рој видљив само са јужне хемисфере. С обзиром на то да је рој настао недавно, метеороиди су још увек у близини свог матичног тела, комете 26P/Grigg-Skjellerup, и рој је активан само када и комета у близини Земље. 26P/Grigg-Skjellerup има период од 5,11 година. Због мале брзине метеороида у односу на Земљу (свега 18 km/s) метеори овог роја су релативно слаби (нпр. око 3,8 магнитуда слабији персеида исте масе). ЗХР у максимуму варира чак и у годинама када је матична комета π-Пупида близу Земље — 1977. је износио 75, 1982. 23, а 1992. и 1993. године 4. Еволуцијом овог роја доминира Јупитер, симулације показују да је могуће да ће се рој поделити у неколико раздвојених секција..